# Diggeress Te Kanawa
Diggeress Rangituatahi Te Kanawa CNZM (* 9. März 1920 in Te Kūiti, Neuseeland; † 30. Juli 2009 ebenda) war eine neuseeländische Weberin und Autorin. Sie war maßgeblich an der Wiederbelebung der Māori-Weberei beteiligt, die in den 1950er Jahren begann, und zum Zeitpunkt ihres Todes galt sie als die bekannteste Weberin Neuseelands. Sie verbrachte ihr Leben damit, diese Kunstform zu unterstützen und war Vorreiterin bei der Wiederbelebung und Förderung verschiedener Webstile.

## Leben und Werk

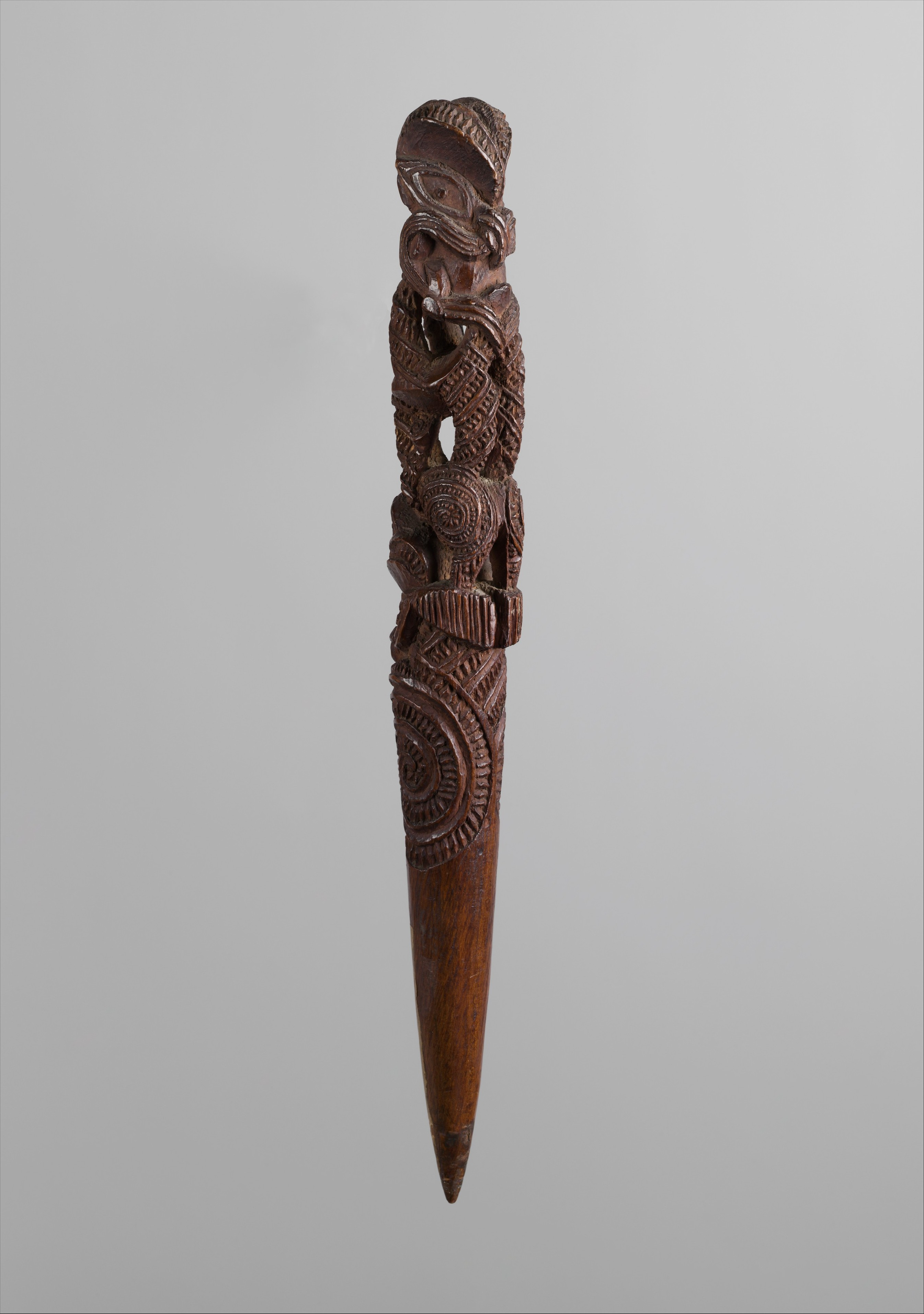
Webstift der Maori

Te Kanawa war die Tochter von Rangimarie Hetet, geb. Hursthouse, und Tuheka Taonui Hetet, einer der Überlebenden eines Pionierbataillons im Ersten Weltkrieg, und wurde zu Ehren der als Diggers bekannten Truppen des Ersten Weltkriegs benannt. Ihr Vater war ein Enkel von Louis Hetet, der einen französischen Vater und eine englische Mutter hatte, in England aufwuchs und sich um 1842 in Neuseeland niederließ. 
Eine Kinderkrankheit zwang Te Kanawa mit 12 Jahren die Schule zu verlassen. Zuhause lernte sie von ihrer Mutter, wie man Flachs erntet, Flachsfasern verarbeitet und webt. Mit 12 Jahren fertigte sie ihr erstes Stück Weberei an. 
Sie heiratete Tana Te Kanawa im Alter von 20 Jahren und zog eine Familie mit 12 Kindern in Oparure, in der Nähe von Te Kūiti, groß. Zu ihren Kindern gehören die Weberin und Museumsfachfrau Kahutoi Te Kanawa und die Weberin Rangi Te Kanawa, eine Museumsfachfrau und Textilkonservatorin mit Spezialisierung auf Māori-Textilien.
1951 begann Te Kanawa traditionelle Maori-Weberei für die Maori Women's Welfare League zu unterrichten. Obwohl die Weberei im 19. Jahrhundert in einigen Gegenden Neuseelands aufrechterhalten wurde, waren viele Fertigkeiten verloren gegangen und es bestand ein dringender Ruf nach ihrer Wiederbelebung. Durch die Muster in gewebten Artikeln wurden Geschichten erzählt und Überzeugungen bestätigt. Obwohl europäische Kleidung die Flachskleidung ersetzte, überlebte die Webkunst als Kunst und erlebte unter Te Kanawa und ihrer Mutter im 20. Jahrhundert eine Wiederbelebung. Te Kanawa inspirierte viele andere, indem sie ihr Wissen durch Wananga, Workshops, Vorträge und Ausstellungen weitergab. Sie erlangte internationale Anerkennung für ihre Fähigkeit, Wharariki (Matten) und Korowai (Umhänge) aus natürlichen Materialien wie Flachsfasern und Federn herzustellen, und erhielt den Auftrag, königliche Geschenke anzufertigen. Ihr Engagement für die Pflege der Māori-Faserkunst führte 1992 zur Veröffentlichung des Buches Weaving a Kakahu.
Sie war 1983 Gründungsmitglied von Aotearoa Moananui a Kiwa, der ersten nationalen Weberorganisation der Māori und des pazifischen Raums. Später wurde daraus Te Roopu Raranga Whatu o Aotearoa, das nationale Weberkollektiv.
Sie reiste viel, um in ausländischen Museen nach Umhängen zu forschen und ihre Fähigkeiten und ihr Wissen weiterzugeben. 1988 besuchte sie mehrere Museen in England und den Vereinigten Staaten, um in deren Sammlungen alte Maori-Umhänge zu fotografieren und zu dokumentieren.
Sie starb 2009 im Alter von 89 Jahren.
Eine Sammlung ihrer Kahu Huruhuru (gewebte Muka-Umhänge mit Federn auf einer Seite) befindet sich als Langzeitleihgabe im Waikato Museum. Es handelt sich um die weltweit größte Privatsammlung traditioneller Maori-Weberei einer Familie. Die bedeutendste Sammlung traditioneller Maori-Kakahu (Mäntel) und Weberei, die jemals in Neuseeland gezeigt wurde, wurde 2014 als Ausstellung im Waikato Museum eröffnet.

## Ehrungen (Auswahl)
- 1988: Companion of the Queen's Service Order
- 1990: New Zealand 1990 Commemoration Medal
- 2000: Companion of the New Zealand Order of Merit
- 2001: Sir Kingi Ihaka Award, Māori Arts Board
- 2003: erste Preisträgerin des Arts Foundation of New Zealand Icons Award
- 2007: Ehrendoktorwürde der University of Waikato
- 2008: He Kura Waka o Te Wānanga o Aotearoa Award

## Veröffentlichungen (Auswahl)
- mit Rangimarie Hetet: Weaving a Kakahu. Bridget Williams Books in association with Aotearoa Moananui a Kiwa Weaver, 1992, ISBN 978-0-908-91208-7.
- Te aho tapu / the sacred thread by Diggeress Te Kanawa. Ausstellungsführer. Waikato Museum of Art and History, 2004.
- Weaving a kakahu by Diggeress Te Kanawa. Puwaha ki te Ao Trust, 2006. ISBN 978-0-473-11796-2.